# CYP2A13
سیتوکروم P450 2A13 پروتئینی است که در انسان توسط ژن CYP2A13 کدگذاری می‌شود.